# Associazione Calcio Verona 1937-1938
Questa voce raccoglie le informazioni riguardanti l'Associazione Calcio Verona nelle competizioni ufficiali della stagione 1937-1938.

## Stagione
La stagione 1937-1938 rappresenta per il Verona la nona stagione nella seconda serie nazionale, terminata al decimo posto.

## Rosa
| N. |                   | Ruolo | Calciatore       |
| -- | ----------------- | ----- | ---------------- |
|    | Italia (bandiera) | P     | Arturo Costa     |
|    | Italia (bandiera) | P     | Egidio Micheloni |
|    | Italia (bandiera) | D     | Luigi Bernardi   |
|    | Italia (bandiera) | D     | Antonio Busin    |
|    | Italia (bandiera) | D     | Mario Fagnani    |
|    | Italia (bandiera) | D     | Giovanni Felini  |
|    | Italia (bandiera) | D     | Pio Goretta      |
|    | Italia (bandiera) | C     | Radames Buzzi    |
|    | Italia (bandiera) | C     | Giacomo Conti    |
|    | Italia (bandiera) | C     | Giannino Facci   |
|    | Italia (bandiera) | C     | Umberto Romanini |
|    | Italia (bandiera) | C     | Carlo Sabadini   |

| N. |                   | Ruolo | Calciatore           |
| -- | ----------------- | ----- | -------------------- |
|    | Italia (bandiera) | C     | Luigi Sabaini        |
|    | Italia (bandiera) | C     | Natale Sommadossi    |
|    | Italia (bandiera) | C     | Lidio Stefanini      |
|    | Italia (bandiera) | C     | Emilio Zamperini     |
|    | Italia (bandiera) | C     | Massimiliano Zandali |
|    | Italia (bandiera) | A     | Mario Andreis        |
|    | Italia (bandiera) | A     | Lino Begnini         |
|    | Italia (bandiera) | A     | Bruno Biagini        |
|    | Italia (bandiera) | A     | Giovanni Bianchi     |
|    | Italia (bandiera) | A     | Antonio Bonesini     |
|    | Italia (bandiera) | A     | Giovanni Chiecchi    |
|    | Italia (bandiera) | A     | Mario Dalfini        |

## Risultati

### Serie B

#### Girone di andata
| Arbitro: | Sorbi (Firenze) |

|             |           |  |
| Bonesini 9’ | Marcatori |  |

| Arbitro: | Carminati (Milano) |

|                 |           |              |
| Brossi 28’, 40’ | Marcatori | 44’ Bonesini |

| Arbitro: | Galeati (Bologna) |

|                                                          |           |  |
| Zandali 3’, 52’ Andreis 5’ Bianchi 11’, 31’ Sabadini 71’ | Marcatori |  |

| Arbitro: | Soliani (Genova) |

|                              |           |                     |
| Andreis 20’, 68’ Zandali 55’ | Marcatori | 80’ (rig.) Andreini |

| Arbitro: | Limido (Milano) |

|                                |           |  |
| Torri 16’, 46’, 75’ Romano 55’ | Marcatori |  |

| Verona 17 ottobre 1937 6ª giornata                         | Verona    | 1 – 1 referto | Vigevano | Stadio Comunale |
| \| \| \| \| \| Stefanini 82’ \| Marcatori \| 51’ Uneddu \| |           |               |          |                 |
|                                                            |           |               |          |                 |
| Stefanini 82’                                              | Marcatori | 51’ Uneddu    |          |                 |

| Arbitro: | Conticini (Firenze) |

|                           |           |  |
| Massiglia 14’ Celoria 73’ | Marcatori |  |

| Arbitro: | Saracini (Ancona) |

|             |           |            |
| Bianchi 13’ | Marcatori | 29’ Petron |

| Arbitro: | Camisasca (Como) |

|            |           |                              |
| Masera 19’ | Marcatori | 27’, 51’ Biagini 56’ Bianchi |

| Arbitro: | Pirovano (Monza) |

|                     |           |  |
| Baldi 18’ Suber 80’ | Marcatori |  |

| Arbitro: | Gamba (Napoli) |

|                    |           |          |
| Zandali 69’ (rig.) | Marcatori | 89’ Sala |

| Arbitro: | Ceccherini (Como) |

|  |           |                        |
|  | Marcatori | 6’ Biagini 42’ Dalfini |

| Arbitro: | Leoni (Milano) |

|                    |           |            |
| Zandali 82’ (rig.) | Marcatori | 24’ Varoli |

| 2 gennaio 1938 14ª giornata |  | – Turno di riposo |  |  |

| Cremona 9 gennaio 1938 15ª giornata | Cremonese        | 0 – 0 referto | Verona | Stadio Polisportivo Roberto Farinacci\| Arbitro: \| Gnocchini (Como) \| |
| Arbitro:                            | Gnocchini (Como) |               |        |                                                                         |

| Arbitro: | Pizziolo (Firenze) |

|                                  |           |  |
| Andreis 13’ Busini 36’ Facci 72’ | Marcatori |  |

| Arbitro: | Salvatori (Roma) |

|                         |           |                |
| Biagini 84’ Bianchi 89’ | Marcatori | 88’ Sentimenti |

#### Girone di ritorno
| Arbitro: | Rizzo (Messina) |

|  |           |           |
|  | Marcatori | 72’ Facci |

| Arbitro: | Fois (Roma) |

|          |           |               |
| Romanini | Marcatori | Biraghi Pozzo |

| Arbitro: | Vettori (Pisa) |

|          |           |          |
| Villotti | Marcatori | Bonesini |

| Arbitro: | Tonnetti (Roma) |

|          |           |  |
| Di Falco | Marcatori |  |

| Arbitro: | Soliani (Genova) |

|                       |           |          |
| Biagini ?’, ?’ (rig.) | Marcatori | Rizzotti |

| Vigevano 6 marzo 1938 23ª giornata | Vigevano           | 0 – 0 referto | Verona | Stadio Comunale\| Arbitro: \| Pizziolo (Firenze) \| |
| Arbitro:                           | Pizziolo (Firenze) |               |        |                                                     |

| Arbitro: | Salvatori (Roma) |

|             |           |  |
| Zandali 26’ | Marcatori |  |

| Arbitro: | Pirovano (Monza) |

|             |           |  |
| Orzan Pavan | Marcatori |  |

| Verona 27 marzo 1938 26ª giornata                 | Verona    | 2 – 0 referto | Sanremese | Stadio Comunale |
| \| \| \| \| \| Andreis Biagini \| Marcatori \| \| |           |               |           |                 |
|                                                   |           |               |           |                 |
| Andreis Biagini                                   | Marcatori |               |           |                 |

| Verona 3 aprile 1938 27ª giornata | Verona               | 0 – 0 referto | Venezia | Stadio Comunale\| Arbitro: \| Ciamberlini (Genova) \| |
| Arbitro:                          | Ciamberlini (Genova) |               |         |                                                       |

| Arbitro: | Limido (Milano) |

|         |           |  |
| Ciferri | Marcatori |  |

| Arbitro: | Tonnetti (Roma) |

|                 |           |         |
| Biagini Andreis | Marcatori | Rovelli |

| Ancona 24 aprile 1938 30ª giornata | Anconitana-Bianchi | 0 – 0 referto | Verona | Campo Sportivo del Littorio\| Arbitro: \| Carminati (Milano) \| |
| Arbitro:                           | Carminati (Milano) |               |        |                                                                 |

| 1 maggio 1938 31ª giornata |  | – Turno di riposo |  |  |

| Arbitro: | Bertone (Torino) |

|  |           |                 |
|  | Marcatori | 25’ Bergamaschi |

| Arbitro: | Mazza (Napoli) |

|                            |           |              |
| Migliorini 34’ Zuliani 61’ | Marcatori | 46’ Bonesini |

| Arbitro: | Curradi (Firenze) |

|               |           |          |
| Cresta Zironi | Marcatori | Bonesini |

### Coppa Italia
| Arbitro: | Benedetti (Padova) |

|                  |           |  |
| Frigo 103’, 110’ | Marcatori |  |

## Statistiche

### Statistiche di squadra
| Competizione | Punti | In casa | In casa | In casa | In casa | In casa | In casa | In trasferta | In trasferta | In trasferta | In trasferta | In trasferta | In trasferta | Totale | Totale | Totale | Totale | Totale | Totale | DR |
| Competizione | Punti | G       | V       | N       | P       | Gf      | Gs      | G            | V            | N            | P            | Gf           | Gs           | G      | V      | N      | P      | Gf     | Gs     | DR |
| ------------ | ----- | ------- | ------- | ------- | ------- | ------- | ------- | ------------ | ------------ | ------------ | ------------ | ------------ | ------------ | ------ | ------ | ------ | ------ | ------ | ------ | -- |
| Serie B      | 33    | 16      | 9       | 5       | 2       | 27      | 11      | 16           | 3            | 4            | 9            | 10           | 20           | 32     | 12     | 9      | 11     | 37     | 31     | +6 |
| Coppa Italia |       | -       | -       | -       | -       | -       | -       | 1            | 0            | 0            | 1            | 0            | 2            | 1      | 0      | 0      | 1      | 0      | 2      | -2 |
| Totale       |       | 16      | 9       | 5       | 2       | 27      | 11      | 17           | 3            | 4            | 10           | 10           | 22           | 33     | 12     | 9      | 12     | 37     | 33     | +4 |

### Statistiche dei giocatori
| Giocatore     | Serie B  | Serie B | Coppa Italia | Coppa Italia | Totale   | Totale |
| Giocatore     | Presenze | Reti    | Presenze     | Reti         | Presenze | Reti   |
| ------------- | -------- | ------- | ------------ | ------------ | -------- | ------ |
| M. Andreis    | 26       | 6       | 1            | 0            | 27       | 6      |
| L. Begnini    | 1        | 0       | -            | -            | 1        | 0      |
| L. Bernardi   | 31       | 0       | 1            | 0            | 32       | 0      |
| B. Biagini    | 25       | 7       | 1            | 0            | 26       | 7      |
| G. Bianchi    | 30       | 6       | 1            | 0            | 31       | 6      |
| A. Bonesini   | 30       | 5       | 1            | 0            | 31       | 5      |
| A. Busin      | 8        | 1       | 1            | 0            | 9        | 1      |
| R. Buzzi      | 2        | 0       | -            | -            | 2        | 0      |
| G. Chiecchi   | 2        | 0       | -            | -            | 2        | 0      |
| G. Conti      | 1        | 0       | -            | -            | 1        | 0      |
| A. Costa      | 1        | -1      | -            | -            | 1        | -1     |
| M. Dalfini    | 10       | 1       | -            | -            | 10       | 1      |
| G. Facci      | 9        | 2       | -            | -            | 9        | 2      |
| M. Fagnani    | 1        | 0       | -            | -            | 1        | 0      |
| G. Felini     | 24       | 0       | -            | -            | 24       | 0      |
| P. Goretta    | 31       | 0       | 1            | 0            | 32       | 0      |
| E. Micheloni  | 31       | -30     | 1            | -2           | 32       | -32    |
| U. Romanini   | 9        | 1       | -            | -            | 9        | 1      |
| C. Sabadini   | 4        | 1       | -            | -            | 4        | 1      |
| L. Sabaini    | 5        | 0       | -            | -            | 5        | 0      |
| N. Sommadossi | 1        | 0       | -            | -            | 1        | 0      |
| L. Stefanini  | 32       | 1       | 1            | 0            | 33       | 1      |
| E. Zamperini  | 21       | 0       | 1            | 0            | 22       | 0      |
| M. Zandali    | 17       | 6       | 1            | 0            | 18       | 6      |